# 노아칼리구

방글라데시 노아칼리구

노아칼리구(벵골어: নোয়াখালী জেলা)는 치타공주에 위치한 방글라데시 남동부의 한 지역이다. 1821년에 지역으로 설립되었고, 1868년에 공식적으로 노아칼리라고 이름 지었다. 본부는 마이지디 마을에 있으며, 따라서 노아칼리는 방글라데시의 주요 마을의 이름을 따서 명명되지 않은 유일한 지역이다.

## 역사
노아칼리구는 1868년 영국이 1822년 3월 29일에 설립한 불루아구의 이름으로 설립되었다. 1951년 메그나강 침식의 결과로 강바닥에서 마을이 사라질 때까지 본부는 노아칼리 마을에 있었다. 이후 노아칼리구를 위한 새로운 본부가 마이지디에 설립되었다.
1964년에 사다르 구역은 두 개의 하위 구역으로 나뉘었다. 노아칼리 사다르 구역과 락슈미푸르구는 그대로 남아 있었지만 1984년에 행정적 편의를 위해 노아칼리구, 락슈미푸르구, 페니구의 세 개의 행정적 편의를 위해 노아칼리구는 세 개의 구역으로 더 나뉘었다.

## 경제
노아칼리 주민은 방글라데시의 경제, 특히 송금 부문에서 중요한 역할을 한다. 농업은 지역 경제에서 중요한 역할을 한다. 지역 GDP의 30%는 농업에서 비롯되며 인구의 45%가 이 부문에 고용된다. 어업의 고용은 인구의 가난한 부문에서도 지배적이다. 매년 노동의 15~20%가 이 부문(보트, 낚시, 건조, 그물 및 보트 제작 및 수리, 물고기를 한 위치에서 다른 위치로 운반)에 관여한다. 가난한 지역사회는 겨울 동안 작물 생산에 관여하지만 다른 기간에는 스스로 일하거나 모하잔에 노동력을 판매하는 어업에 관여한다. 인구의 약 40%가 해외에서 국가 경제에서 중요한 역할을 한다. 주요 소득원은 비농업 노동 3.43%, 산업 0.84%, 상업 14.74%, 운송 및 통신 3.83%, 서비스 16.11%, 건설 1.49%, 종교 서비스 0.39%, 임대 및 송금 7.97% 및 기타 10.58%에 의존한다.

## 인구
2022년 방글라데시 인구 조사에 따르면, 노아칼리구는 776,034가구, 인구 3,625,252명으로 이 중 18.0%가 도시 지역에 거주하고 있었다. 인구 밀도는 km2당 984명이었다. 문맹률(7세 이상)은 75.3%로 전국 평균 74.7%에 비해 높았다.
부족 인구는 일반적으로 트리푸리족으로 구성되어 있는데, 이는 트리푸라 왕국의 봉건 영토였던 데다 인도의 트리푸라주와 인접해 있기 때문이다.

### 종교
이슬람교는 힌두교 소수민족이 있는 이 지역의 지배적인 종교이다. 기독교인과 불교도는 각각 이 지역 인구의 0.02%와 0.03%를 구성한다. 이 지역에는 4,159개의 모스크, 497개의 아이드가, 239개의 사원, 2개의 불교 탑, 2개의 교회가 있다.

## 저명한 인물
- 무두드 아흐메드 - 발글라데시의 제8대 총리